# Neoeptesicus chiriquinus
Neoeptesicus chiriquinus is een zoogdier uit de familie van de gladneuzen (Vespertilionidae). De wetenschappelijke naam van de soort werd voor het eerst geldig gepubliceerd door Simmons & Voss in 1998.

## Voorkomen
De soort komt voor in Panama, Colombia, Ecuador en Venezuela.